# Illa de l'Os
L'illa de l'Os (en noruec: Bjørnøya) és una illa de Noruega situada a l'oceà Àrtic, a mig camí entre el Cap Nord i Svalbard. Està banyada a l'est per la part occidental de la mar de Barents, mentre que a l'oest limita amb la mar de Noruega. Constitueix la part més meridional de Svalbard.
L'illa va ser descoberta per Willem Barentsz i Jacob van Heemskerk el 10 de juny de 1596, i duu aquest nom, ja que quan hi van arribar hi havia un os polar nedant a la zona. L'illa de l'Os fou considerada terra nullius fins al Tractat de Svalbard l'any 1920, quan va quedar sota sobirania noruega. Malgrat la seva llunyania i la seva àrida naturalesa, l'illa ha tingut una destacada activitat comercial durant els segles passats com la mineria del carbó, la pesca, i la caça de balenes, però tot i així tot els assentaments que hi ha hagut no han durat més d'uns pocs anys, i actualment sols roman habitada pel personal que treballa a Herwighamna, l'estació meteorològica de l'illa. Juntament amb les aigües adjacents, va ser declarada reserva natural el 2002.

## Toponímia i etimologia
«L'illa de l'Os» és la traducció del topònim en noruec de l'illa, Bjørnøya. En rus s'anomena Medvejiï ostrov en l'alfabet llatí, i Медвежий остров en l'alfabet ciríl·lic. El nom de l'illa fou donat pels seus descobridors, a causa de la presència d'ossos polars (actualment ja no n'hi ha).

## Geografia

### Situació

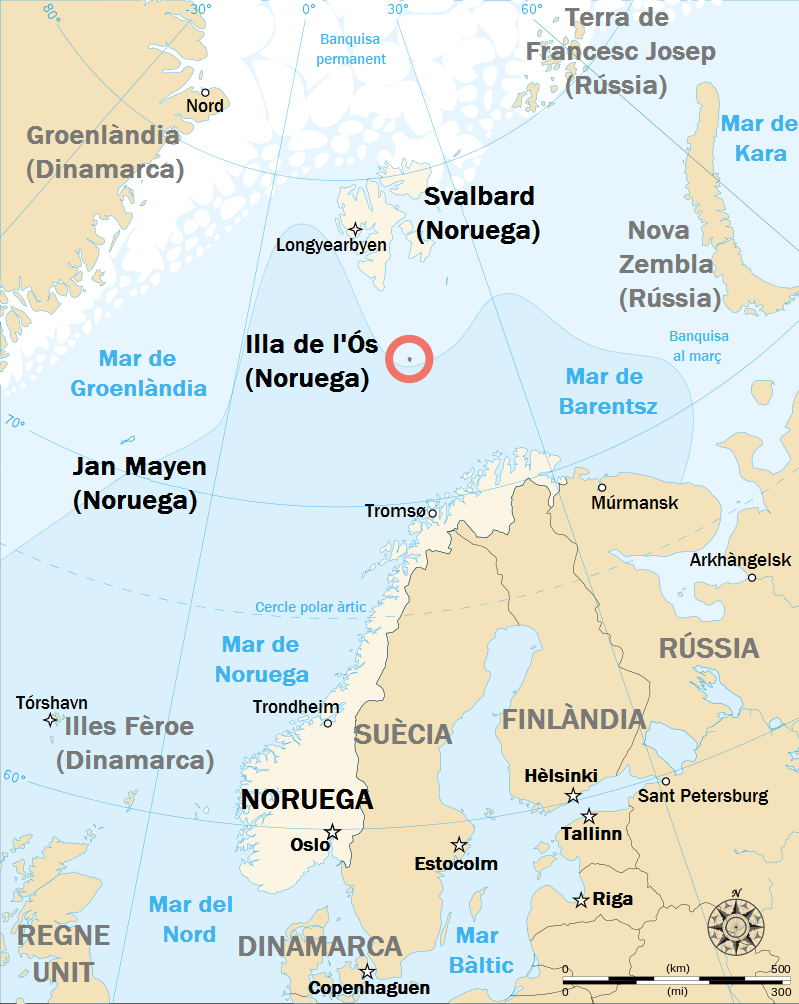
Mapa de localització de l'illa de l'Os respecte Noruega.

L'illa de l'Os és una illa europea de l'Àrtida, situada aproximadament a mig camí entre la Noruega continental (el Cap Nord) i l'arxipèlag de Svalbard. Està banyada a l'est pel mar de Barents a l'oceà Àrtic i a l'oest pel mar de Noruega a l'oceà Atlàntic. Molt aïllada, l'illa no és part de cap arxipèlag.
L'illa està situada més enllà del paral·lel dels 66° 33' 39" de latitud nord, més enllà del cercle polar àrtic i lluny de qualsevol terra habitada. Tanmateix es troba lluny de qualsevol ruta important de navegació comercial.

### Topografia
L'illa de l'Os presenta la forma d'un triangle irregular apuntant cap al sud. Amb una superfície de 176 km², s'estén sobre una distància màxima de 20 quilòmetres de nord a sud i de 15,5 quilòmetres d'oest a est. La topografia divideix l'illa en dos grans conjunts d'àrea desigual. La part nord és una plana que cobreix les dues terceres parts de la superfície de l'illa. En canvi, a la part sud el relleu és més accidentat, amb diverses muntanyes que culminen al Miseryfjellet, situat prop de la costa est, que s'eleva 536 metres sobre el nivell del mar. Les altres muntanyes notables són l'Antarcticfjellet, situada al sud-est, i la Fuglefjellet, la Hamburgfjellet i l'Alfredfjellet, a la costa sud-oest.
La naturalesa de la costa correspon a la topografia de l'illa. Al nord, nord-est i nord-oest les costes són baixes i fins i tot hi ha algunes platges arenoses. També s'hi localitzen una sèrie de punts d'ancoratge i d'aterratge, així com un petit port a Herwighamna, l'estació meteorològica. No obstant això, cap d'aquests indrets és segur en qualsevol temporada (no hi ha una badia a la recerca de refugi) i un vaixell ancorat ha d'estar sempre a punt de salpar. Al sud-est i al sud-oest la costa és escarpada amb penya-segats dentats i notables signes d'erosió, com ho demostren l'existència de coves i de piles aïllades o farallons.

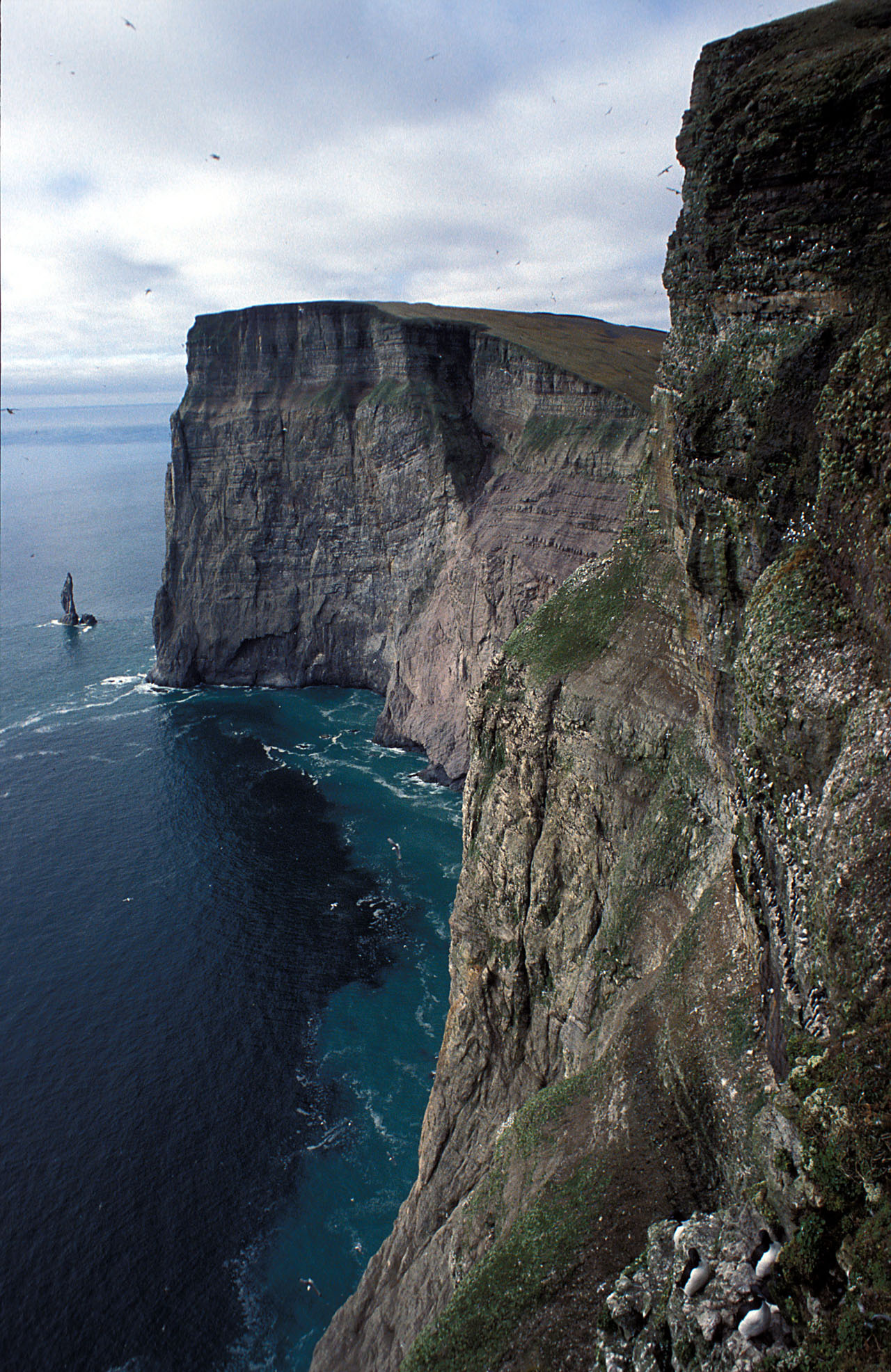
Somorgollaire de Brünnich en un penya-segat de l'illa de l'Os.

L'illa de l'Os es troba a la part més occidental de la mar de Barents, que s'estén al sud de Spitsbergen i d'Edgeøya formant part d'una mateixa plataforma continental. La profunditat al voltant del nord i l'est de l'illa és de només 100 metres, però es torna molt més gran al sud i a l'oest, sobretot a unes trenta milles a l'oest, on el terreny s'enfonsa cap a la plataforma continental de les aigües dels profunds mar de Noruega i mar de Groenlàndia.

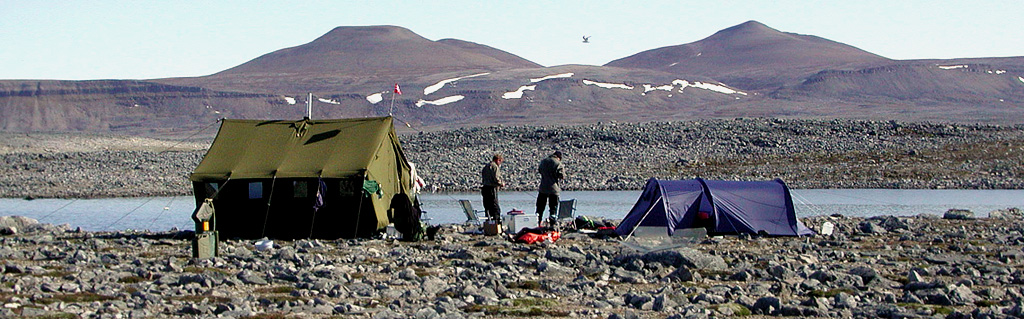
Un campament temporal a l'illa de l'Os. Al fons hi trobem el Miseryfjellet, la muntanya més alta de l'illa.

### Fauna

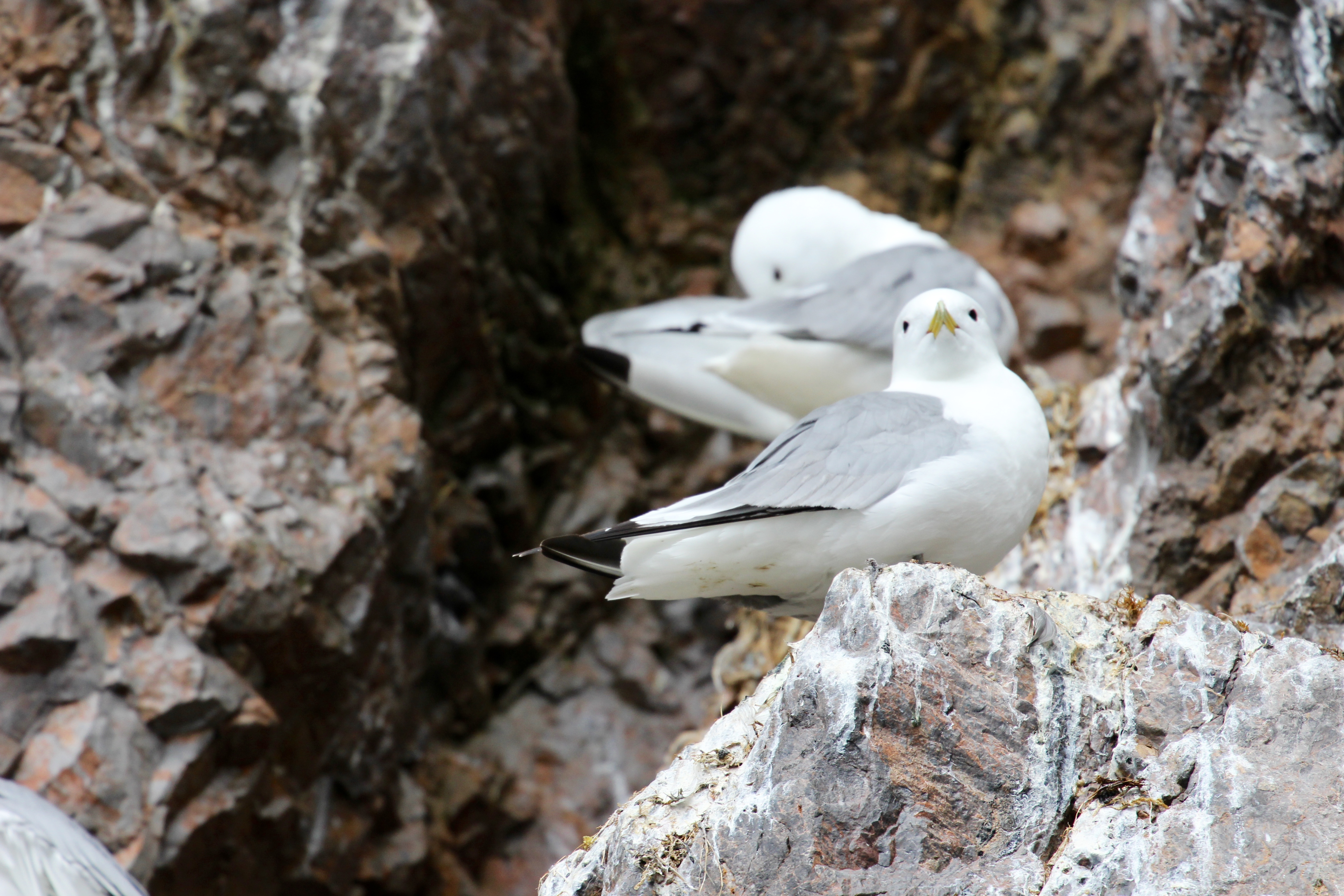
Una gavineta (Rissa tridactyla) de l'illa.

Malgrat el seu nom, l'illa de l'Os no és una llar permanent d'ossos polars, encara que un gran nombre d'individus arriben a l'illa amb l'expansió del gel a l'hivern. És possible que de tant en tant algun os, després que el gel s'hagi fos a la primavera, romangui l'estiu a l'illa. També hi és present la guineu àrtica, però no altres mamífers terrestres nadius. Les foques ocel·lades i les foques barbudes viuen a les aigües pròximes a l'illa de l'Os, així com morses que abans eren molt comunes i actualment la seva presència és més ocasional.
Les úniques aus terrestres són el sit blanc i la perdiu blanca, però l'illa té una gran varietat d'aus marines com l'àlcid, el fraret atlàntic, el fulmar, la gavineta i el gavinot hiperbori, que s'allotja als vasts penya-segats del sud. L'oca de bec curt i altres espècies d'aquest tipus visiten l'illa de l'Os durant la migració entre les illes del nord de Svalbard i l'Europa continental. Els llacs d'aigua dolça de l'illa estan poblats per la truita alpina.

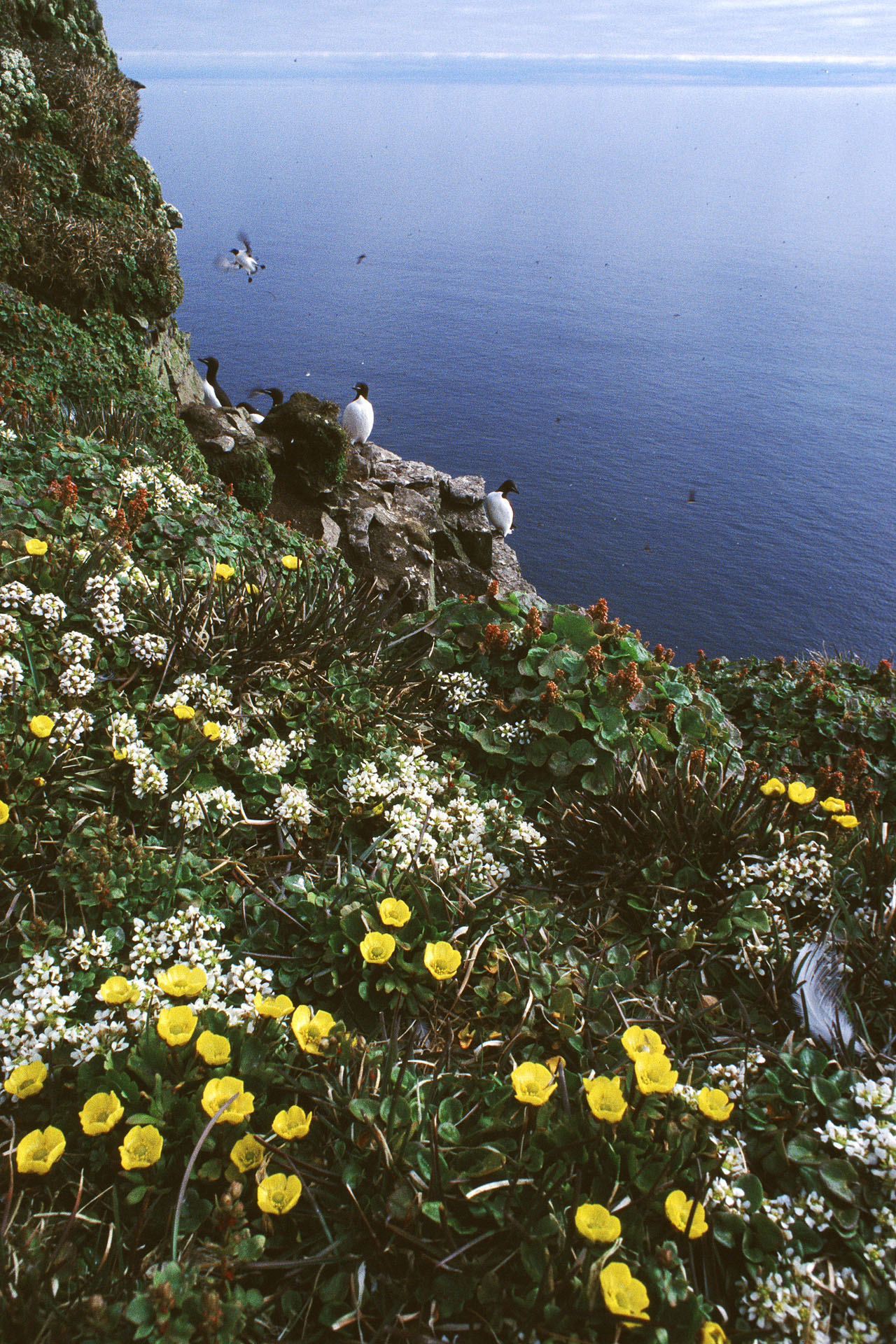
Molsa i flors a la costa de l'illa. Al fons hi trobem somorgollaires de Brünnich.

### Flora
Poques plantes creixen a l'illa de l'Os. La majoria són molses o cocleàries, però no hi ha pas cap arbre.

### Hidrografia
De la mateixa manera que amb la topografia i cartografia de l'illa, l'estudi de la hidrografia de Svalbard s'ha dut a terme per tres agències del govern noruec al llarg del segle xx: Norges Svalbard- og Ishavsundersøkelser del 1928, que fou substituït per l'Institut Polar Noruec a partir del 1948 i fins al 1984, quan el Servei Hidrogràfic de Noruega va assumir l'estudi de l'illa.
La plana del nord de l'illa està coberta de petits llacs (al voltant de 600), que cobreixen una àrea combinada de 19 km²; els dos més grans són el Laksvatnet i el Haussvatnet. Diversos cursos d'aigua de curta durada es desenvolupen a l'illa fins al mar, sovint en forma de cascades a les parts més costerudes de la costa. L'illa de l'Os no té cap glacera, a diferència de les illes més al nord de l'arxipèlag de Svalbard.

### Clima
L'illa de l'Os pertany a un entorn àrtic marítim, on s'hi dona un efecte oceànic que provoca un clima relativament suau per l'elevada latitud en què es troba. L'illa, com tot Svalbard, pertany a una regió geogràfica on les càlides aigües oceàniques transportades per una part del corrent de l'Atlàntic Nord i les depressions frontals mantenen la superfície lliure de la banquisa, on també hi intervé una turbulència forta, una gran variabilitat del temps, l'augment de la precipitació i una certa reducció del fred. El clima que regna a l'illa de l'Os es pot classificar de polar marítim o de tendència oceànica.

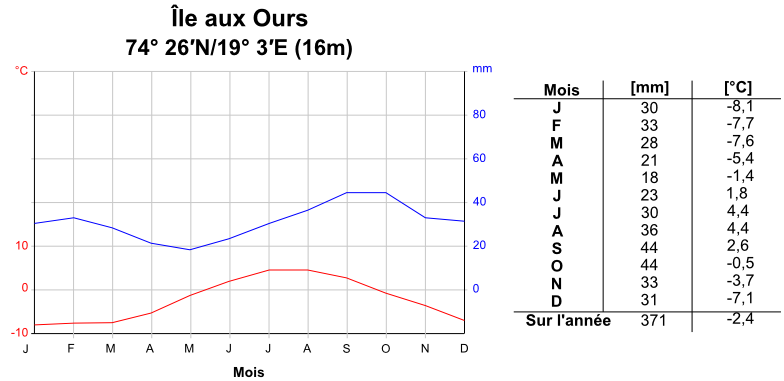
Diagrama climàtic de l'illa de l'Os.

A l'estació meteorològica de l'illa de l'Os, que es troba al nord de l'illa a més de 74° N, la temperatura mitjana anual és de -2.4 °C dins el període de 1961 a 1990, gens freda per a la latitud on es troba. El gener, amb -8.1 °C, és el mes més fred de l'any, però tampoc és un fred excessiu. Durant quatre mesos (de juny a setembre) es registra una temperatura mitjana per sobre de 0 °C, amb un màxim de 4,4 °C al juliol i a l'agost. Més important encara, els valors positius poden apareixen en totes les estacions. La influència oceànica es reflecteix també en una precipitació substancial total de 371 mm per any a la plana septentrional, bastant ben distribuïda durant tot l'any amb un pic a finals d'estiu i principis de tardor (44 mm al setembre i l'octubre). La precipitació total és certament inferior als 400 mm, convertint l'illa de l'Os en una zona semiàrida, però les baixes temperatures limiten l'evaporació i mantenen la humitat ambient. La nuvolositat és habitual (en cap mes hi ha més de 5,1 dies ennuvolats) sobretot a l'estiu, a causa de les boires freqüents (el 20% dels dies de juliol). La boira es forma quan l'aire calent de l'Atlàntic es troba amb les masses d'aigua freda que envolten l'illa.
Unes poques desenes de milles nàutiques al nord de l'illa de l'Os, hi ha un límit entre les masses d'aigua d'origen polar fred i les més calentes que venen de l'Atlàntic, a la part occidental de la mar de Barents. La temperatura de les masses marítimes pot ser bastant variable, i és probable que augmenti 10 °C a l'estiu. A l'hivern, es forma banquisa a la costa de la mar, però poques vegades aquest envolta la totalitat de l'illa de l'Os.
Situada més enllà del cercle polar àrtic, l'illa de l'Os es veu afectada per la nit polar del 8 de novembre fins al 3 de febrer i el període de sol de mitjanit dura del 2 de maig a l'11 d'agost.
| Dades climàtiques a Herwighamna, Illa de l'Os                                             | Dades climàtiques a Herwighamna, Illa de l'Os | Dades climàtiques a Herwighamna, Illa de l'Os | Dades climàtiques a Herwighamna, Illa de l'Os | Dades climàtiques a Herwighamna, Illa de l'Os | Dades climàtiques a Herwighamna, Illa de l'Os | Dades climàtiques a Herwighamna, Illa de l'Os | Dades climàtiques a Herwighamna, Illa de l'Os | Dades climàtiques a Herwighamna, Illa de l'Os | Dades climàtiques a Herwighamna, Illa de l'Os | Dades climàtiques a Herwighamna, Illa de l'Os | Dades climàtiques a Herwighamna, Illa de l'Os | Dades climàtiques a Herwighamna, Illa de l'Os | Dades climàtiques a Herwighamna, Illa de l'Os |
| Mes                                                                                       | gen                                           | febr                                          | març                                          | abr                                           | maig                                          | juny                                          | jul                                           | ag                                            | set                                           | oct                                           | nov                                           | des                                           | anual                                         |
| ----------------------------------------------------------------------------------------- | --------------------------------------------- | --------------------------------------------- | --------------------------------------------- | --------------------------------------------- | --------------------------------------------- | --------------------------------------------- | --------------------------------------------- | --------------------------------------------- | --------------------------------------------- | --------------------------------------------- | --------------------------------------------- | --------------------------------------------- | --------------------------------------------- |
| Màxima mitjana °C (°F)                                                                    | −5.0 (23)                                     | −4.7 (23.5)                                   | −4.8 (23.4)                                   | −2.9 (26.8)                                   | 0.3 (32.5)                                    | 3.6 (38.5)                                    | 6.6 (43.9)                                    | 6.3 (43.3)                                    | 4.2 (39.6)                                    | 1.2 (34.2)                                    | −1.7 (28.9)                                   | −4.3 (24.3)                                   | −0.1 (31.83)                                  |
| Mitjana diària °C (°F)                                                                    | −7 (19)                                       | −7 (19)                                       | −7 (19)                                       | −4 (25)                                       | 0 (32)                                        | 2 (36)                                        | 4 (39)                                        | 4 (39)                                        | 3 (37)                                        | 0 (32)                                        | −3 (27)                                       | −6 (21)                                       | −1.7 (28.8)                                   |
| Mínima mitjana °C (°F)                                                                    | −11.4 (11.5)                                  | −10.9 (12.4)                                  | −10.5 (13.1)                                  | −8.0 (17.6)                                   | −3.0 (26.6)                                   | 0.4 (32.7)                                    | 2.8 (37)                                      | 3.0 (37.4)                                    | 1.3 (34.3)                                    | −2.3 (27.9)                                   | −6.0 (21.2)                                   | −9.9 (14.2)                                   | −4.54 (23.83)                                 |
| Precipitació mitjana mm (polzades)                                                        | 30 (1.18)                                     | 33 (1.3)                                      | 28 (1.1)                                      | 21 (0.83)                                     | 18 (0.71)                                     | 23 (0.91)                                     | 30 (1.18)                                     | 36 (1.42)                                     | 44 (1.73)                                     | 44 (1.73)                                     | 33 (1.3)                                      | 31 (1.22)                                     | 371 (14.61)                                   |
| Mitjana de dies de precipitació                                                           | 9                                             | 9                                             | 9                                             | 6                                             | 5                                             | 6                                             | 7                                             | 7                                             | 10                                            | 10                                            | 9                                             | 9                                             | 96                                            |
| Humitat relativa mitjana (%)                                                              | 87                                            | 88                                            | 88                                            | 87                                            | 88                                            | 90                                            | 92                                            | 91                                            | 89                                            | 86                                            | 87                                            | 88                                            | 88.4                                          |
| Mitjana mensual d'hores de sol                                                            | 0                                             | 6                                             | 57                                            | 105                                           | 116                                           | 105                                           | 79                                            | 70                                            | 42                                            | 15                                            | 0                                             | 0                                             | 595                                           |
| Font #1: http://www.theweathernetwork.com/index.php?product=statistics&pagecontent=C00009 |                                               |                                               |                                               |                                               |                                               |                                               |                                               |                                               |                                               |                                               |                                               |                                               |                                               |
| Font #2: met-no/met.no/eklima                                                             |                                               |                                               |                                               |                                               |                                               |                                               |                                               |                                               |                                               |                                               |                                               |                                               |                                               |

## Història

### Descobriment i explotació

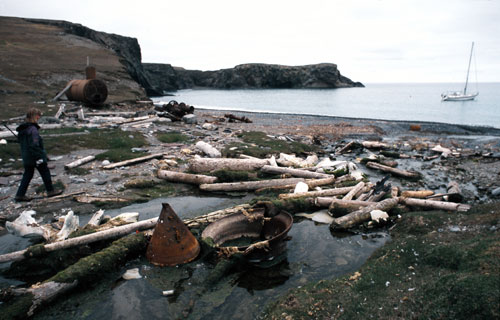
Antiga estació balenera situada a la badia de les Morses.

Els vikings podrien haver conegut l'illa de l'Os, però no se n'ha trobat cap rastre. Els primers registres escrits es remunten al 1596, quan Willem Barents i Jacob van Heemskerk van veure l'illa al començament de la tercera expedició marítima dirigida per les Províncies Unides per descobrir el pas del Nord-est. A principis del segle xvii, els dos mariners britànics William Gordon i Stephen Bennet, que treballaven tant de comerciants com d'exploradors en nom d'una companyia comercial moscovita, i estaven desitjosos de descobrir els recursos dels territoris propers a la península de Kola, van efectuar diversos viatges a l'illa de l'Os. El 1603, fent el viatge de tornada a Anglaterra, es van acostar a l'illa pensant que havien descobert una nova terra. Van detectar aleshores l'existència de guineus àrtiques i les restes d'ullals de morsa, i per aquests descobriments van declarar al seu diari que aquesta illa podria servir com un bon lloc per a caçar aquests animals. En 1605, els dos exploradors van tornar a l'illa per gaudir d'aquesta activitat; al final de la seva estada a l'illa, un dels oficials va batejar el punt més alt de l'illa amb el nom de Mount Misery (en anglès «Mont Misèria»; actualment Miseryfjellet), en memòria d'un incident desagradable. El viatge va esdevenir anual: tant Gordon com Bennett van anar a l'illa cada estiu del 1606 al 1609.
Des d'aquesta data, l'illa va ser utilitzada principalment com a base per a la caça de morses, foques i balenes. Com a complement d'aquesta activitat, els ous de les grans colònies d'aus marines van ser capturats fins al 1971. Aquesta activitat va fer disminuir considerablement el nombre d'aus de l'illa. Aquesta presència humana encara es pot detectar actualment, amb les restes d'una estació balenera de principis del segle xx, que va estar activa entre el 1905 i el 1908 i està situada al sud-oest de l'illa, a la Kvalrossbukta (en noruec «la badia de les Morses»). Del 1916 al 1925, una companyia va operar una mina de carbó anomenada Tunheim al nord-est, però va ser abandonada perquè no era rendible (només es van extreure 116,093 tones de carbó). Les restes del campament dels miners, entre ells un embarcador mitjà destruït, uns centenars de metres de via fèrria i una locomotora de vapor, han estat relativament ben conservats a causa del clima fred i sec de l'indret.

### Un desafiament estratègic

Mapa de Svalbard amb l'illa de l'Os al sud.

El valor estratègic de l'illa de l'Os va augmentar notablement a la fi del segle xix, quan l'Imperi Rus i l'Imperi Alemany van mostrar interès en el mar de Barents. El 1898 i el 1899, el periodista alemany Theodor Lerner, membre d'una expedició científica dirigida per Fritz Romer i Fritz Schaudinn a bord del vaixell rastrejador Helgoland, va visitar l'illa de l'Os i va reclamar la propietat de l'illa pel seu país. També el 1899, l'Associació de pescadors alemanys Deutsche Seefischerei-Verein (DSV) es va dedicar a investigar la caça de balenes i la pesca al mar de Barents. La DFS estava secretament en contacte amb la Marina Imperial Alemanya i va ser l'encarregada d'avaluar la possibilitat d'ocupar l'illa de l'Os. En resposta, el creuer rus Svetlana format per investigadors russos, va embarcar a l'illa i va hissar la seva bandera a l'illa el 21 de juliol de 1899, fet que va dur a les protestes de Theodor Lerner. Finalment, qualsevol confrontació i problema es va resoldre diplomàticament, quan cap país va obtenir la sobirania sobre l'illa de l'Os.

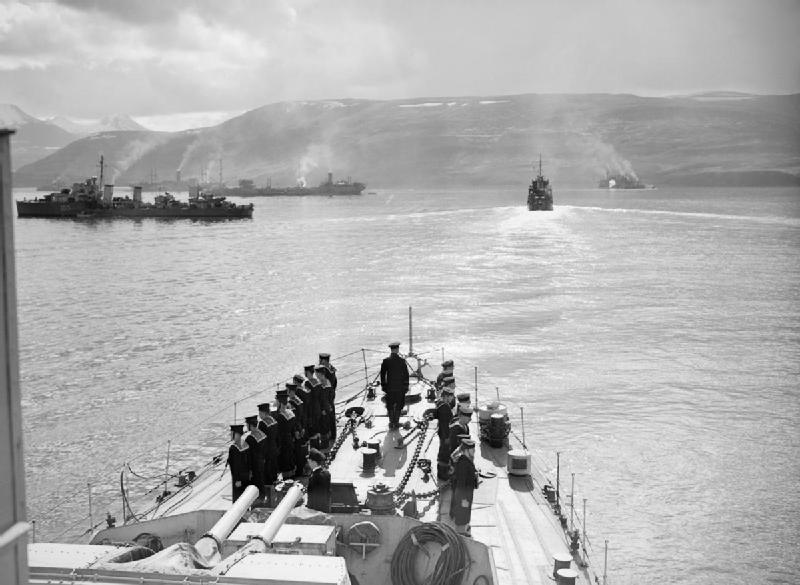
L'escorta i càrrega al Hvalfjord davant la sortida del comboi PQ-17, a l'estiu de 1942.

Tota l'illa va ser propietat de l'empresa Bjørnøen AS del 1918 al 1932. Bjørnøen AS és una empresa de l'Estat i és administrada conjuntament amb Kings Bay AS, l'empresa que gestiona les operacions de Ny-Ålesund a Svalbard. Una estació de ràdio noruega (Bjørnøya Radio: LBJ) es va establir a la costa nord, anomenada Herwighamna, el 1919. Més tard es va ampliar per donar cabuda a una estació meteorològica.
Com que les rutes marítimes entre l'oceà Atlàntic i Múrmansk i els ports del mar Blanc passen a través del mar de Barents, les aigües de l'illa de l'Os van ser de gran importància estratègica durant la Segona Guerra Mundial i durant la Guerra Freda. Encara que Svalbard no va ser ocupada per Alemanya durant la Segona Guerra Mundial, les forces alemanyes van erigir-hi diverses estacions meteorològiques. De fet, una estació de ràdio automàtica es va desplegar a l'illa de l'Os el 1941. Les forces alemanyes van atacar diversos combois amb reforços militars de la Unió Soviètica a les aigües que envolten l'illa. Els alemanys van sofrir grans pèrdues, quan van enfonsar el comboi PQ-17 al juny/juliol del 1942, que no van ser efectiu a la batalla del mar de Barents. Les aigües al sud-est de l'illa de l'Os van ser l'escenari de nombroses batalles navals el 1943. El novembre de 1944, la Unió Soviètica va proposar cancel·lar el Tractat de Svalbard amb la intenció d'obtenir la sobirania sobre l'illa de l'Os. Les negociacions amb Trygve Lie del govern noruec a l'exili no van donar lloc a un acord abans del final de la Segona Guerra Mundial i les propostes soviètiques no s'han realitzat. No obstant això, la Unió Soviètica i més tard Rússia han mantingut una presència permanent a Svalbard.

## Medi ambient

### Protecció
El 2002 es va establir una reserva natural que cobreix tota l'illa (amb l'excepció d'una àrea de 1,2 km² al voltant de l'estació meteorològica). La reserva també inclou les aigües adjacents de 4 milles nàutiques (7,4 km) al voltant de la costa. Avui en dia, les úniques persones presents a l'illa (unes 10 persones) és el personal de l'estació meteorològica i de la ràdio, agrupats al petit assentament de Herwighamna. L'estació estudia la meteorologia i proporciona serveis de logística i telecomunicacions. També proporciona un lloc d'aterratge per a helicòpters guardacostes noruecs. L'Institut Polar Noruec fa expedicions anuals a l'illa, principalment per a la investigació ornitològica. Diversos projectes de recerca, principalment climàtics i geogràfics, es duen a terme de tant en tant. En general és força difícil anar a l'illa de l'Os com a turista, tot i que alguns vaixells s'aturen durant el viatge entre Noruega i Svalbard.

### Amenaces
Encara que actualment no hi ha activitat industrial ni a l'illa de l'Os ni als seus voltants, la contaminació per substàncies tòxiques i radioactives és una amenaça per a la naturalesa de l'illa, que pràcticament no ha canviat. L'exploració de la mar de Barents i el recent desenvolupament del camp de gas Snøhvit mostren que les sensibles regions polars i subpolars de Noruega i la mar de Barents s'han convertit en objectius de petroli i de gas. L'organització ecologista Bellona Foundation critica el govern noruec per permetre aquestes activitats sense haver fet prou estudis sobre l'impacte ecològic.
Algunes toxines orgàniques, en particular el bifenil policlorat, s'han trobat en altes concentracions en les mostres biològiques de l'illa de l'Os, particularment en la truita alpina del llac Ellasjøen. El K-278 Komsomolets, un submarí soviètic, es va enfonsar el 7 d'abril de 1989 a 100 milles nàutiques al sud-oest de l'illa de l'Os. Les fuites de productes radioactius dels reactors nuclears plantegen actualment menor, però els efectes de la fuita són mínimament presents a les aigües dels voltants.